# Zaire az 1996. évi nyári olimpiai játékokon
Zaire az egyesült államokbeli Atlantában megrendezett 1996. évi nyári olimpiai játékok egyik részt vevő nemzete volt. Az országot az olimpián 2 sportágban 14 sportoló képviselte, akik érmet nem szereztek.

## Atlétika
Férfi
| Versenyző     | Versenyszám | Eredmény | Helyezés |
| ------------- | ----------- | -------- | -------- |
| Willy Kalombo | Maraton     | 2:17:01  | 16.      |
| Kaleka Mutoke | Maraton     | 2:34:40  | 96.      |

## Kosárlabda

### Női
| Zairei női kosárlabdacsapat-játékoskeret                                                               | Zairei női kosárlabdacsapat-játékoskeret                                                                 |
| --- | --- |
| - Mwadi Mabika - Lukengu Ngalula - Kasala Kamanga - Muene Tshijuka - Mukendi Mbuyi - Kakengwa Pikinini | - Zaina Kapepula - Patricia NGoy Benga - Kongolo Amba - Lileko Bonzali - Kaninga Mbambi - Natalie Lobela |

#### Eredmények
Csoportkör
B csoport
| Csapat                 | M | Gy | V | P+  | P–  | Pk   | P  |
| ---------------------- | - | -- | - | --- | --- | ---- | -- |
| Egyesült Államok (USA) | 5 | 5  | 0 | 507 | 339 | +168 | 10 |
| Ukrajna (UKR)          | 5 | 3  | 2 | 354 | 358 | –4   | 8  |
| Ausztrália (AUS)       | 5 | 3  | 2 | 369 | 319 | +50  | 8  |
| Kuba (CUB)             | 5 | 2  | 3 | 365 | 377 | –12  | 7  |
| Dél-Korea (KOR)        | 5 | 2  | 3 | 347 | 389 | –42  | 7  |
| Zaire (COD)            | 5 | 0  | 5 | 287 | 447 | –160 | 5  |

| 1996. július 21. | Zaire (COD)         | 65–81     | Ukrajna (UKR)       | Atlanta Játékvezetők: Yi Cui (CHN), Janice Deakin (CAN) |
| 1996. július 21. | (26–45) Jegyzőkönyv |           |                     | Atlanta Játékvezetők: Yi Cui (CHN), Janice Deakin (CAN) |
| 1996. július 21. | Mabika 14           | Pont      | Tkacsenko 27        | Atlanta Játékvezetők: Yi Cui (CHN), Janice Deakin (CAN) |
| 1996. július 21. | Ngalula, Tshijuka 7 | Lepattanó | Nazarenko 9         | Atlanta Játékvezetők: Yi Cui (CHN), Janice Deakin (CAN) |
| 1996. július 21. | Kamanga 4           | Gólpassz  | Zsirko, Tkacsenko 5 | Atlanta Játékvezetők: Yi Cui (CHN), Janice Deakin (CAN) |

| 1996. július 23. | Ausztrália (AUS)    | 91–45     | Zaire (COD) | Atlanta Játékvezetők: Donald Cline (CAN), Chong Kyoung (KOR) |
| 1996. július 23. | (55–22) Jegyzőkönyv |           |             | Atlanta Játékvezetők: Donald Cline (CAN), Chong Kyoung (KOR) |
| 1996. július 23. | Gorman-Sandie 18    | Pont      | Tshijuka 15 | Atlanta Játékvezetők: Donald Cline (CAN), Chong Kyoung (KOR) |
| 1996. július 23. | Gorman-Sandie 8     | Lepattanó | Tshijuka 10 | Atlanta Játékvezetők: Donald Cline (CAN), Chong Kyoung (KOR) |
| 1996. július 23. | Timms, Fallon 4     | Gólpassz  | Kamanga 5   | Atlanta Játékvezetők: Donald Cline (CAN), Chong Kyoung (KOR) |

| 1996. július 25. | Egyesült Államok (USA) | 107–47    | Zaire (COD)        | Atlanta Játékvezetők: Juan Brea Diaz (CUB), Antonio Soares De Campos (ANG) |
| 1996. július 25. | (50–22) Jegyzőkönyv    |           |                    | Atlanta Játékvezetők: Juan Brea Diaz (CUB), Antonio Soares De Campos (ANG) |
| 1996. július 25. | Azzi 18                | Pont      | Ngalula 17         | Atlanta Játékvezetők: Juan Brea Diaz (CUB), Antonio Soares De Campos (ANG) |
| 1996. július 25. | McCray 8               | Lepattanó | Lobela, Tshijuka 5 | Atlanta Játékvezetők: Juan Brea Diaz (CUB), Antonio Soares De Campos (ANG) |
| 1996. július 25. | Edwards 5              | Gólpassz  | Mabika 3           | Atlanta Játékvezetők: Juan Brea Diaz (CUB), Antonio Soares De Campos (ANG) |

| 1996. július 27. | Zaire (COD)         | 71–95     | Dél-Korea (KOR)                 | Atlanta Játékvezetők: Jose Piovesan Neto (BRA), Csu Csia-csung (Zhu Jiazhong) (CHN) |
| 1996. július 27. | (36–46) Jegyzőkönyv |           |                                 | Atlanta Játékvezetők: Jose Piovesan Neto (BRA), Csu Csia-csung (Zhu Jiazhong) (CHN) |
| 1996. július 27. | Mabika 30           | Pont      | Cshon Unszuk (Cheon Eun-Suk) 29 | Atlanta Játékvezetők: Jose Piovesan Neto (BRA), Csu Csia-csung (Zhu Jiazhong) (CHN) |
| 1996. július 27. | Lobela 8            | Lepattanó | Cson Dzsuvon (Jeon Ju-Won) 6    | Atlanta Játékvezetők: Jose Piovesan Neto (BRA), Csu Csia-csung (Zhu Jiazhong) (CHN) |
| 1996. július 27. | Kamanga 5           | Gólpassz  | Cshon Unszuk (Cheon Eun-Suk) 14 | Atlanta Játékvezetők: Jose Piovesan Neto (BRA), Csu Csia-csung (Zhu Jiazhong) (CHN) |

| 1996. július 29. | Kuba (CUB)          | 73–59     | Zaire (COD)     | Atlanta Játékvezetők: Michael Butler (AUS), Serguei Boulanov (RUS) |
| 1996. július 29. | (36–36) Jegyzőkönyv |           |                 | Atlanta Játékvezetők: Michael Butler (AUS), Serguei Boulanov (RUS) |
| 1996. július 29. | León 20             | Pont      | Mabika 27       | Atlanta Játékvezetők: Michael Butler (AUS), Serguei Boulanov (RUS) |
| 1996. július 29. | Martínez 12         | Lepattanó | Ngalula 9       | Atlanta Játékvezetők: Michael Butler (AUS), Serguei Boulanov (RUS) |
| 1996. július 29. | Henry 7             | Gólpassz  | három játékos 3 | Atlanta Játékvezetők: Michael Butler (AUS), Serguei Boulanov (RUS) |

A 9–12. helyért
| 1996. július 31. 10:00 | Kína (CHN)                        | 91–67     | Zaire (COD) | Atlanta Játékvezetők: Jose Pelissari (BRA), Kim Csholhvan (Kim Chul-Hwan) (KOR) |
| 1996. július 31. 10:00 | (47–36) Jegyzőkönyv               |           |             | Atlanta Játékvezetők: Jose Pelissari (BRA), Kim Csholhvan (Kim Chul-Hwan) (KOR) |
| 1996. július 31. 10:00 | Cseng Haj-hszia (Zheng Haixia) 26 | Pont      | Mabika 30   | Atlanta Játékvezetők: Jose Pelissari (BRA), Kim Csholhvan (Kim Chul-Hwan) (KOR) |
| 1996. július 31. 10:00 | Cseng Haj-hszia (Zheng Haixia) 10 | Lepattanó | Lobela 9    | Atlanta Játékvezetők: Jose Pelissari (BRA), Kim Csholhvan (Kim Chul-Hwan) (KOR) |
| 1996. július 31. 10:00 | Ma Cung-csing (Ma Zongqing) 6     | Gólpassz  | Ngalula 3   | Atlanta Játékvezetők: Jose Pelissari (BRA), Kim Csholhvan (Kim Chul-Hwan) (KOR) |

A 11. helyért
| 1996. augusztus 3. 10:00 | Zaire (COD)         | 46–88     | Kanada (CAN)   | Atlanta Játékvezetők: Michael Butler (AUS), Serguei Boulanov (RUS) |
| 1996. augusztus 3. 10:00 | (20–52) Jegyzőkönyv |           |                | Atlanta Játékvezetők: Michael Butler (AUS), Serguei Boulanov (RUS) |
| 1996. augusztus 3. 10:00 | Ngalula 12          | Pont      | Smith 21       | Atlanta Játékvezetők: Michael Butler (AUS), Serguei Boulanov (RUS) |
| 1996. augusztus 3. 10:00 | Tshijuka 9          | Lepattanó | Norman 10      | Atlanta Játékvezetők: Michael Butler (AUS), Serguei Boulanov (RUS) |
| 1996. augusztus 3. 10:00 | Pikinini, Ngalula 2 | Gólpassz  | Karch-Gailus 6 | Atlanta Játékvezetők: Michael Butler (AUS), Serguei Boulanov (RUS) |

| Csapat      | Helyezés |
| ----------- | -------- |
| Zaire (COD) | 12.      |